# Io monaca... per tre carogne e sette peccatrici
Io monaca... per tre carogne e sette peccatrici è un film del 1972 diretto da Ernst von Theumer junior.

## Trama
Suor Maria frequenta spesso un carcere femminile di un paese del Medio Oriente. Le ragazze, stanche delle sevizie da parte delle custodi del carcere, scappano e cercano rifugio nel convento di una loro amica suora. In seguito si trasferiscono nella lussuosa casa dei fratelli Schultz, su consiglio della loro amica Nadia. Bob Schultz approfitta dell'occasione per vendere le prigioniere, la suora e Nadia a un giovane principe. Dopo essersi creata una enorme confusione nella loro casa, i due fratelli Schultz irrompono nel nascondiglio dove il principe nasconde un tesoro: dell'occasione approfitta anche Jeff, che riesce a liberare le due donne. Nel corso della lotta nel grande castello muoiono il padrone, i suoi servi, i fratelli Schultz e alcune ragazze giunte in loro soccorso. Anche Suor Maria, che è costretta ad uccidere Bob, muore poi nella colluttazione. Soltanto Jeff e due ragazze riusciranno a salvarsi, per allontanarsi tristemente dal teatro della strage.